# Мартин, Клаудия
Клаудия Мартин (род. 28 августа 1989 года, Оахака, Мексика) ― мексиканская актриса и модель.

## Биография

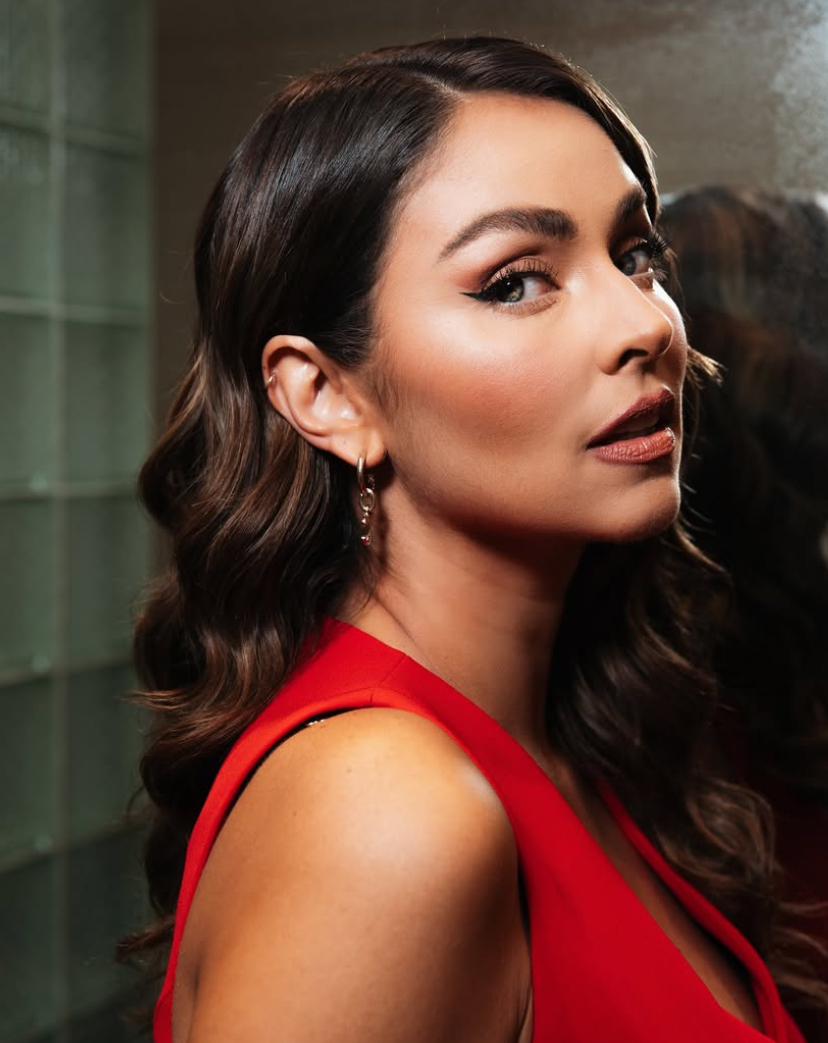
Клаудия Мартин в 2025 году

Мартин родилась и выросла в Оахаке-де-Хуарес, Мексика. С юных лет она проявляла интерес к актерскому мастерству. В детстве Клаудия танцевала и пела. Она получила степень в области аудиовизуальных коммуникаций в Мадридском университете Карла III. Мартин прожила в Мадриде четыре года и некоторое время жила в Англии, где изучала английский язык. После окончания университета она вернулась в Мексику.
Когда Клаудия училась в Мадриде, она записалась на курсы актёрского мастерства и изучала дизайн костюмов. После возвращения в Мехико Мартин работала в медиакомпании Televisa в качестве дизайнера костюмов для различных постановок. Через год она уволилась и стала участвовать в кастингах для Televisa, что в конечном итоге привело к её первым актёрским ролям. В конце концов Клаудия поступила в Центр художественного образования, театральную школу Televisa, и окончила её в 2015 году после трёхлетнего обучения. Во время учёбы в CEA она сыграла в нескольких школьных пьесах и постановках. С 2015 года Мартин снялась в нескольких сериалах.

## Фильмография
| Год       | Название             | Роль           | Прим.                   |
| --------- | -------------------- | -------------- | ----------------------- |
| 2009      | Доктор Матео         | неизв. роль    |                         |
| 2010      | Принцесса Эболи      | неизв. роль    | 2 серии                 |
| 2015      | Любовь с обманом     | неизв. роль    | 50 серий                |
| 2015-2016 | Как говорится        | Лейла / Бренда | 2 серии                 |
| 2016      | Путь к судьбе        | Викки          | 24 серии                |
| 2016      | Мечта о любви        | Ания           | 18 серий                |
| 2017      | Влюбиться в Рамона   | Андреа         | 115 серий               |
| 2017-2018 | Без твоего взгляда   | Марина         | главная роль, 112 серий |
| 2018-2019 | Любить до смерти     | Эва            | 87 серий                |
| 2019      | Душа ангела          | Иоланда        |                         |
| 2020      | Таких, как ты, нет 2 | Наталия        | 75 серий                |
| 2021      | Пылающий огонь       | Мартина        |                         |
| 2022      | Богатые тоже плачут  | Мариана        |                         |
| 2022      | Женщины-убийцы       | Адриана        |                         |
| 2023      | Преодолей вину       | Палома         |                         |
| 2024      | У любви нет рецепта  | Пас            |                         |